# Filippo Maria Bressan
Filippo Maria Bressan (Este, 28 novembre 1957) è un direttore d'orchestra e direttore di coro italiano.

## Biografia
Pianista di formazione, ha studiato direzione con diversi insegnanti, i più importanti dei quali sono stati Jürgen Jürgens, per la direzione di coro (del quale diventerà successivamente assistente), e Karl Österreicher per la direzione d’orchestra, perfezionandosi con Sir John Eliot Gardiner, Ferdinand Leitner, Giovanni Acciai - per la musicologia - e Fosco Corti. Nel 2006 è stato nominato da Bruno Cagli membro del comitato scientifico della Fondazione Rossini di Pesaro.

### Direzione d'orchestra
Dal 2003 al 2013 è stato direttore stabile dell'Orchestra Sinfonica di Savona ed attualmente ne è il direttore principale, oltre ad essere il direttore stabile di Voxonus Academia di Musici e Cantori e dell’Orchestra Jupiter (precedentemente conosciuta come Orchestra dell'Accademia Musicale). Ha diretto prestigiose orchestre sia italiane che europee tra cui l'Orchestra Sinfonica Accademica di San Pietroburgo, l’Orchestra dell’Opéra Royal de Wallonie, l'Orchestra Sinfonica Nazionale della RAI di Torino, l'Orchestra e il Coro dell'Accademia Nazionale di Santa Cecilia di Roma, l'Orchestra e il Coro del Gran Teatro La Fenice di Venezia. È stato direttore ospite per cinque anni al Teatr Wielki di Poznań, per due anni al Teatro Lirico di Cagliari, direttore principale dell'Academia de li Musici e attualmente di Voxonus. È ospite regolare delle principali società concertistiche e dei maggiori festival italiani di musica sinfonica, antica e contemporanea (Accademia Musicale Chigiana di Siena, Biennale di Venezia, Festival Monteverdi di Cremona, MITO SettembreMusica, Sagra Musicale Umbra e molti altri). Ha fondato l’Athestis Chorus e l'Academia de li Musici (poi Athestis Chorus & Orchestra), un complesso professionale vocale e strumentale specializzato nel repertorio barocco e classico, che ha chiuso l’attività nel 2009. Molte le collaborazioni, sia in ambito operistico che sinfonico, tra cui Claudio Abbado, Luciano Berio, Fabio Biondi, Rudolf Buchbinder, Frans Brüggen, Giuliano Carmignola, Myung-whun Chung, Carlo Colombara, Ottavio Dantone, Enrico Dindo, Martin Fröst, Carlo Maria Giulini, Peter Maag, Lorin Maazel, Sara Mingardo, Michael Nyman, Arvo Pärt, Mstislav Leopol'dovič Rostropovič, Georges Prêtre, Giuseppe Sinopoli, Giovanni Sollima, Jeffrey Tate e Roman Vlad.

### Direzione di coro
Ha insegnato nei conservatori di Bari, Bologna, Cesena, Monopoli, Potenza, Torino, materie legate alla didattica e alla direzione di coro e d'orchestra, tenendo anche masterclass e concerti in altri. Da sempre appassionato di coralità, con i complessi corali da lui diretti ha vinto cinque primi premi e due secondi premi in concorsi nazionali e internazionali corali; il premio della critica musicale a Gorizia nel 1994; il premio Chiavi d'argento a Chiavenna nel 2004 e il premio come miglior direttore a Tours nel 2016.  Dal 2000 al 2002 ha ricoperto l'incarico di Maestro del Coro dell'Accademia Nazionale di Santa Cecilia a Roma succedendo a Norbert Balatsch. Ha diretto molte altre formazioni corali, tra cui l’Estonian Philharmonic Chamber Choir, l'Estonian National Male Choir, il World Youth Choir nel 2005 e nel 2016, il Coro Giovanile Italiano dal 2003 al 2005, il Chœur National des Jeunes dal 2014 al 2017, i cori di vari enti lirici. Ha collaborato in diversi progetti per conto di Feniarco, European Choral Association-Europa Cantat, International Federation for Choral Music. Con l'Athestis Chorus ha presentato un repertorio molto vasto sia per coro a cappella che concertante registrando anche diverse prime esecuzioni assolute. Tra i molti concerti che l'Athestis Chorus ha effettuato con l'Orchestra Sinfonica Nazionale della Rai, l'esecuzione della Creazione di Haydn diretta da Jeffrey Tate ha ricevuto il premio Abbiati nel 2000.

## Discografia
- Concerto per violino e orchestra n.1 op.26 di Max Bruch - Sinfonia n.3 in la min. op.56 “Scozzese” di Felix Mendelssohn B. : Edoardo Zosi, violino - Orchestra Filarmonica di Torino - Filippo Maria Bressan, direttore - Amadeus (Italia, Febbraio 2012)
- Messa per San Marco di Baldassarre Galuppi: Athestis Chorus & Academia de li Musici - Filippo Maria Bressan, direttore - Chandos Records (Great Britain, 2003) Prima esecuzione mondiale
- La Resurrezione di Lazzaro di Antonio Calegari: Athestis Chorus & Academia de li Musici - Filippo Maria Bressan, direttore - Chandos Records (Great Britain, 2001) Prima esecuzione mondiale
- Arianna di Benedetto Marcello: Athestis Chorus & Academia de li Musici - Filippo Maria Bressan, direttore - Chandos Records (Great Britain, 2000) Prima esecuzione mondiale
- Requiem di Benedetto Marcello: Athestis Chorus & Academia de li Musici - Filippo Maria Bressan, direttore - Chandos Records (Great Britain, 1999) Prima esecuzione mondiale
- Vespro della Beata Vergine Maria di Pier Francesco Cavalli: Athestis Chorus, Schola Gregoriana Ergo Cantemus - Filippo Maria Bressan, direttore - Tactus (Italia, 1998) Prima esecuzione mondiale
- Isolamenti 1938-1945 Vol. 5: Gian Francesco Malipiero, Viktor Ullmann, Karl Amadeus Hartmann - Athestis Chorus - Filippo Maria Bressan, direttore - Nuova Fonit Cetra (Italia, 1996)
- Arias for Rubini - Rossini, Bellini, Donizetti: Juan Diego Florez, Coro e Orchestra dell'Accademia Nazionale di Santa Cecilia - Filippo Maria Bressan, maestro del Coro - Roberto Abbado, direttore (Decca, 2007)
- Pezzi sacri di Giuseppe Verdi : Coro e Orchestra dell'Accademia Nazionale di Santa Cecilia - Filippo Maria Bressan, maestro del coro - Myung-Whun Chung, direttore (Deutsche Grammophon, 2000)
- Die Schöpfung (La Creazione) di Franz Joseph Haydn: Athestis Chorus, Orchestra Sinfonica Nazionale della Rai - Filippo Maria Bressan, maestro del coro - Jeffrey Tate, direttore - Rai (Italia, 2000) Premio Abbiati 2000